# Burden in My Hand
Burden in My Hand è un singolo del gruppo rock statunitense Soundgarden, pubblicato nel 1996 ed estratto dall'album Down on the Upside.
La canzone è stata scritta da Chris Cornell.

## Tracce
- CD/7" Vinile (Europa)

1. Burden in My Hand – 4:50
2. Karaoke – 6:01

- CD (Europa)

1. Burden in My Hand – 4:50
2. Bleed Together – 3:54
3. She's a Politician – 1:48
4. Chris Cornell Interview – 7:42

## Video
Il videoclip della canzone è stato diretto da Jake Scott.